# Abraxas harutai
Abraxas harutai är en fjärilsart som beskrevs av Inoue 1970. Abraxas harutai ingår i släktet Abraxas och familjen mätare. Inga underarter finns listade i Catalogue of Life.